# 2011년 벤쿠버 국제 영화제
제30회 벤쿠버 국제 영화제는 2011년 9월 29일에 열린 시상식이다.

## 수상 및 후보

### 캐나다 장편상
- 한밤 중에 - 안 에몽 수상

### 캐나다 장편상 특별언급
- 젖은 땅 - 기 에두앙 수상

### 캐나다 단편 신인감독상
- 위 이트 더 칠드런 라스트 - 앤드류 시비디노 외 1명 수상

### 캐나다 다큐멘터리인기상
- 피스 아웃 - 찰스 윌킨슨 수상

### 캐나다영화인기상
- 스타벅 - 켄 스콧 수상

### 용호상
- 태양의 길목 - 송태가 수상

### 로저스 관객상
- 씨민과 나데르의 별거 - 아쉬가르 파라디 수상

### 다큐멘터리인기상
- 싱 유어 송 - 수잔 로스톡 수상

### VIFF 환경영화 관객상
- 피플 오브 어 페더 - 조엘 히스 수상

### 예술과 편지
- 알란 베넷 앤드 더 해빗 오브 아트 - 애덤 로우
- Alan Bennett: The Southbank Show - Archie Powell
- 앤드류 버드: 피버 이어 - 잰 아란다
- 제네시스와 레이디 제이의 발라드 - 마리 로지에
- 벤다 빌리리! - 리노드 바렛 외 1명
- 블랙 미러 앳 더 내셔널 갤러리 - 마크 루이스
- 더 브리티쉬 가이드 투 쇼잉 오프 - 제스 벤스톡
- 캐롤 채닝: 라저 댄 라이프 - 도리 번스타인
- 더 코 레트 필름 - 마이크 피기스
- 패밀리 제임스 - 케빈 바커
- 퍼스트 포지션 - 베스 카그맨
- 플라멩고 - 카를로스 사우라
- 더 걸 인 더 밴드 - Judy Chaikin
- Gone, Gone, Gone - 마이클 샘버그
- 미스터 포스터? - 노베르토 로페즈 아만도 외 1명
- 이니 - Vincent Morisset
- 로스트 보헤미아 - Josef 'Birdman' Astor
- 마마 아프리카 - 미카 카우리스마키
- Mark Lewis: Nowhere Land - Reinhard Wulf
- 미셸 페트루치아니, 끝나지 않은 연주 - 마이클 래드포드
- 모렌테 - 에밀리오 루이즈 바라치나
- 미세스 캐리 콘서트 - 밥 코넬리 외 1명
- Ora - Phillipe Baylaucq
- Patience (After Sebald) - 그랜트 기
- 파울 굿맨 체인지 마이 라이프 - 조나단 리
- 롤프 해리스 페인트 히즈 드림 - 비크람 자얀티
- The Singing City - 바딤 옌드레이코
- 시라 - 초승달의 노래 - 아흐메드 압델 모흐센 외 1명
- Tchaikovsky on the Road - 베트랑 노르망
- 위시 미 어웨이 - 버블 비릴피 외 1명
- Soloist--Rosanne Philippens, 23 years old - Carine Bijlsma

### 캐나다 이미지
- 40 데이즈 엣 베이스 캠프 - 다이앤 웰런
- The Ailing Queen - Pascal Sanchez
- 스피릿 오브 더 블루버드 - 스티니 쿡 외 1명
- 애니멀 컨트롤 - 키레 파푸츠
- 엣 런치타임: 어 스토리 오브 러브 - 브래드 드라이보로프
- 더 발코니 어페어 - 제이미 쿠센
- 알람 - 필립 그레고와르
- Benjamin's Tree - Alexandre Desjardins
- Blood/Sweat/Tears - 케반 펑크
- 블러드랜드 - 엘레 마이아 테일페데스
- Bone Wind Fire - Jill Sharpe
- 범러쉬 - 미셸 제트
- 클라우드버스트 - 톰 피츠제럴드
- CMYK - 마브 뉴랜드
- The Coconut - Nimisha Mukerji
- Cold Blood - 마틴 티바우도
- 컴포팅 스킨 - 데렉 프란슨
- 코토 루즈 - 앙드레 포시에르
- 디레일멘츠 - 첼시 맥멀란
- 데저트 라이더 - 빅 사린
- 도노반의 에코 - 짐 클리프
- 에브리씽 앤드 에브리원 - 트레이시 D. 스미스
- Falling From the Sky - Moira Simpson
- 패밀리 포트레이트 인 블랙 앤 - 줄리아 이바노바
- 더 퓨즈: 오어 하우 아이 번드 시몬 볼리바 - 이고르 드랴차
- 더 걸 인 더 화이트 코트 - 대럴 워시크
- Guilt - 마크 비사일론
- 햄릿(영어판) - 브루스 람세이
- 홉 - 페드로 피레
- 아이 엠 어 굿 퍼슨/아이 엠 어 배드 퍼슨 - 잉그리드 베닌거
- 인사이드 라라 록스 - 미아 도노반
- 롱 브랜치 - 데인 클락 외 1명
- 무브 아웃 클린 - 켈리 루스 머시어
- Muybridge's Strings - 야마무라 코지
- No Contract - Randall Okita
- Not To Be - Chelsea McMullan
- Nothing Else - 안 에몽
- 한밤 중에 - 안 에몽
- 올리버 범프 버스데이 - 조던 캐닝
- On the Line - 프랭크 울프
- 파크데일 - 리사 잭슨
- 패션 플라워 - 쉬러프 카터
- 피스 아웃 - 찰스 윌킨슨
- 플래닛 요가 - 카를로스 퍼랜드
- 더 플랜팅 - 제이슨 R. 구드
- 파워 오브 러브 - 조이스 웡
- The Provider - Brianne Nord Stewart
- Le Rocher - Etienne de Massy
- Score - Lawrence Cote Collins
- Seeking the Current - Nicolas Boisclair 외 1명
- 시스터스 앤 브라더스 - 칼 베세이
- Snowbound - 알렉시스 포티어 고띠에
- Steam - 카베 나바티안
- 서퍼 - 키마니 레이 스미스
- 썬플라워 아워 - 아론 휴스턴
- 서베일런트 - 얀 지루
- 스윔 - 조단 타나힐
- 테이크 디스 왈츠 - 사라 폴리
- 씨애트릭스 - 데이빗 루이스
- To Make a Farm - Steve Suderman
- Trash - 베누아 필론
- 웨잇 포 레인 - 카일 라이드아웃
- 위 이트 더 칠드런 라스트 - 앤드류 시비디노 외 1명
- West Wind: The Vision of Tom Thomson - 미셸 호저 외 1명
- 웻랜드 - 기 에두앙
- 위보 워 - 데이빗 요킨

### 우리시대의 영화
- 18 Days - 세리프 아라파 외 9명
- 3시간 전쟁 - 레그먼 할
- 7 Sins Forgiven - 비샬 바드와즈
- 라스 아카시아 - 파블로 지오르젤리
- Advanced Cybernetics - Steven Day
- Alambamento - Mario Bastos
- All Ages - Laramie Dennis
- 올메이어스 폴리 - 샹탈 애커만
- Alps - Yorgos Lanthimos
- 아마도르 - 페르난도 레온 데 아라노아
- 앰너스티 - 부야르 알리마니
- 아더 - 존 제이콥센
- 백 투 스테이 - 밀라그로스 무멘탈러
- Best Intentions - 아드리안 시타루
- Bike Race - Tom Schroeder
- 블랙 브레드 - 아구스티 빌라롱가
- 블랙 버터플라이스 - 폴라 반 데르 외스트
- 본사이 - 크리스티안 히메네즈
- 박스 맨 홍콩 론니 하트 - 브라이언 라이
- 브릭 노박스의 일기 - 맷 피드몬트
- 브로큰 사이클 - 클리프톤 아출레타
- 불헤드 - 마이클 R. 로스컴
- 678 - 모하메드 디아브
- 카이로 에그짓 - 헤샴 이사위
- 골리 - 다니엘 니어링
- 서컴스탠스 - 마리엄 카사바르즈
- 더 컬러 휠 - 알렉스 로스 페리
- 코르포 첼레스테 - 알리체 로르와커
- 크러쉬 - 매튜 A. 브라운
- 더 데스 오브 조니 포셉 - 티모시 다비드 오메
- 딕 - 크리스토퍼 스톨러리
- 닥터스 잡 - 줄리오 O. 라모스
- 드라일레벤 - 돈 폴로우 미 어라운드 - 도미닉 그래프
- 드라일레벤 - 원 미니트 오브 다크니스 - 크리스토프 호흐호이슬러
- 에이티 레터스 - 바클라프 카드른카
- 엘레나 - 안드레이 즈비아긴체프
- 엘리 - 크리스 던던
- 엠파이어 노스 - 야콥 S. 보에스코브
- Father - Jose Maria de Orbe Klingen
- Finale - Balazs Simonyi
- The Fish - Carl Svensson
- 플라잉 피쉬 - 산지와 푸쉬파쿠마라
- 각주 - 요세프 세다르
- 프라이데이 나이트 타이츠 - 준기파크
- 굿 바이 - 모하메드 라술로프
- 해피, 해피 - 안네 세비스퀴
- Hard Labor - 줄리아나 로자스 외 1명
- 르 아브르 - 아키 카우리스마키
- Henry - Daniel Levi
- 히어 아이 엠 - 벡 콜
- The Hidden Smile - 벤투라 듀랄
- 할로우 - 롭 소렌티
- 인 다크니스 - 아그네츠카 홀란드
- 이노센스 - 얀 흐르베이크
- 더 인터뷰 - 미첼 스테페스
- 이츠 어바웃 타임 - 피터 올리버
- Jean Luc Persecuted - Emmanuel Laborie
- 제스 + 모스 - 클레이 제터
- 제우스 워즈 어 커미 - 매튜 모딘 외 1명
- 더 주얼 - 안드레아 몰라이올리
- 저스트 라이크 허 - 플로라 디에구스
- The Kid Who Lies - 마리테 우가스
- 킬 리스트 - 벤 웨틀리
- 쿠키(영어판) - 얀 스베락
- 레스트 위 포겟 - 아마미아 코토네
- A Letter to Julia - David Gonzalez Rudiez
- 라이크 크레이지 - 드레이크 도리머스
- 더 론니스트 플래닛 - 줄리아 록테브
- 바다거북의 노래 - 유발 나단 외 1명
- Madeleine Zabel - 크리스 시모지마
- 더 맨 위드 더 스톨런 하트 - 샬롯트 불레이 골드스미스
- 맨 위드아웃 어 셀 폰 - 사메 조아비
- A Man's Shadow - Tamer Mahdy
- 마샤 마시 메이 말렌 - T. 숀 더킨
- 미하엘 - 마커스 슐레진저
- 더 밀 앤 더 크로스 - 레흐 마예브스키
- 미스 발라 - 헤랄도 나란요
- The Morning Watch - Tudor Petremarin
- 이사하는 날 - 제이슨 윙그로브
- Nainsukh - 아미트 듀타
- 더 네스트 - 엠 쿠퍼
- Nindy - Corey Kupfer
- 나인 뮤즈 - 존 아캄프라
- 노 원 킬드 제시카 - 라즈 쿠마르 굽타
- 노스 아틀란틱 - 베르나르도 나쉬멘토
- The Off Season - 미쉘 롱스달
- 오케이,이너프,굿바이 - 라니아 아티에
- 원스 어폰 어 타임 인 아나톨리아 - 누리 빌게 제일란
- 오퍼스 - 맥스 루시우
- Out of Erasers - 에릭 로젠룬드
- Escave Yourself - Christoph Papitsch
- Palacios de Pena - 가브리엘 아브란테스 외 1명
- 파탕 - 프라샨트 바르가바
- 플레이 - 루벤 외스트룬드
- 하-쇼터 - 나다브 라피드
- 포르 엘 카미노 - 찰리 브라운
- The Prize - 엘케 하욱크
- 프로텍트 더 네이션 - C.R. 레이저
- 순수소녀 - 리자 랑세트
- Red Dawn - Joao Pedro Rodrigues 외 1명
- Restoration - Joseph Madmony
- 리플 이펙트 - 벨벳 앤드류스 스미스
- 로디 - 마이클 쿠에스타
- 더 샌드맨 - 피터 루이지
- 씨민과 나데르의 별거 - 아쉬가르 파라디
- Short Memory - Marwan khneisser
- 더 실버 바론 - 다비드 비이어
- 슬리핑 뷰티 - 줄리아 리
- 슬리핑 식크니스 - 울리히 콜러
- 소자 - 가브리엘 에두아르도 라커즈 살라스
- 썸딩 레드 - 일래너 프랭크
- 스탑드 온 트랙 - 안드레아스 드레센
- 스튜던트 - 산티아고 미트레
- Target - 알렉산더 젤도비크
- 타스님 - 일리트 젝세르
- TGIF - 브라이언 리엔
- 토리노의 말 - 아그네스 흐라니츠키 외 1명
- 티라노사우르스 - 패디 콘시딘
- The Water at the End of the World - 폴라 시에로
- 위 캔트 고 홈 어게인 - 니콜라스 레이
- Wind & Fog - Mohammad Ali Talebi
- 위드아웃 - 마크 잭슨

### 갈라스 부문
- 더 키드 위드 어 바이크 - 장 피에르 다르덴
- 스킨 아이 리브 인 - 페드로 알모도바르
- 스타벅 - 켄 스콧

### 논픽션 부문
- 아버지의 초상 - 나디아 조세핀 엘 사이드
- 봄베이 비치 - 엘머 하렐
- 소년 미르 - 아프가니스탄의 10년 - 필 그랍스키
- 버마 군인 - 닉 던롭 외 2명
- 시네마 코무니스토 - 밀라 튜라릭
- 크레이지 위즈덤: 더 라이프 & 타임스 오브 조얌 초트렁파 린포체 - 조한나 드미트라카스
- 크라임 애프터 크라임 - 요아브 포타쉬
- 드래곤슬레이어 - 트리스탄 패터슨
- 엘 불리: 쿠킹 인 프로그레스 - 게레온 베첼
- 기브 업 터마로우 - 마이클 콜린스
- 그랜마, 어 싸우전드 타임즈 - 마흐무드 카아부르
- 그래니토 - 파멜라 예이츠
- 더 그린 웨이브 - 앨리 사마디 아하디
- 해피 피플: 어 이어 인 더 타이가 - 드미트리 바슈코프
- 하우 투 다이 인 오리곤 - 피터 리처드슨
- 코도르코브스키 - 시릴 터쉬
- Koran by Heart - 그렉 바커
- 더 맨 노바디 뉴 - 칼 콜비
- 마라톤 보이 - 젬마 앳월
- 미스 리프리젠테이션 - 제니퍼 시에벨 뉴섬
- Moving - 박기용
- The Other Californians - Cesar Talamantes
- Papirosen - Gaston Solnicki
- 포지션 어몽 더 스타스 - 레오나르드 레텔 헴리히
- 더 프라이스 오브 섹스 - 미니 차카로바
- 섬웨어 비트윈 - 린다 골드스타인 노울톤
- 디스 이즈 마이 픽쳐 웬 아이 워즈 데드 - 마흐무드 알 마사드
- 인 필름 니스트 - 모지타바 미르타마숩 외 1명
- 엘 벨라도르 - 나탈리아 알마다
- 윌 더 리얼 테러리스트 플리즈 스텐드 업? - 사울 랜더우

### 주목! 프랑스
- Free Hands - 브리짓 사이
- 관용의 집 - 베르트랑 보넬로
- 아이맘스 고 투 스쿨 - 카우타르 벤 하니야
- 로우 라이프 - 니콜라스 클로츠 외 1명
- My Little Princess - 에바 이오네스코
- 마이 피스 오브 더 파이 - 세드릭 클라피쉬
- 나나 - 발레리 마사디안
- 아웃사이드 사탄 - 브루노 뒤몽
- Sin titulo (Carta para Serra) - 리산드로 알론소
- Smugglers' Songs - 라바 아뫼르 자이메쉬
- 탑 블루어 레프트 윙 - 안젤로 시안시

### 용과 호랑이
- 1+1 - 모 라이 얀 치
- 663114 - 히라바야시 이사무
- Apuda - 허유안
- Are We Really So Far From a Madhouse? - 리홍치
- 베이비 팩토리 - 에두아르도 로이 주니어
- Bachelor Mountain - 위 광이
- 벨키볼랑: 자카르타의 밤 - 이파 이스판샤 외 8명
- Beside(s), Happiness - 맥희인
- Big Blue Lake - 제시 창 취이샨
- 관음산 - 리 위
- 광대의 혁명 - 쑨쉰
- 북촌방향 - 홍상수
- 덴데라 - 텐간 다이스케
- Dreams - 아이하라 노부히로 외 1명
- 영원 - 시바로지 콩사쿤
- 피로 - 김동명
- 고지전 - 장훈
- 손님 - 윤가은
- 헤드샷 - 펜엑 라타나루앙
- Here There - 루솅
- 하이-소 - 아딧야 아사랏
- 허니 푸푸 - 첸헝이
- 아이 위시 - 고레에다 히로카즈
- I'm Sorry, I'm Late - Kim Geun
- Immortal Woman - Jakrawal Nilthamrong
- 에일리언 비키니 - 오영두
- 탈명금 - 두기봉
- 로스트 인 파라다이스 - 부 응옥 당
- 거울은 거짓말 하지 않는다 - 카밀라 안디니
- 미츠코, 출산하다 - 이시이 유야
- 미스터 트리 - 한 지에
- 마이 백 페이지 - 야마시타 노부히로
- 더 네츄럴 페노메논 오브 매드니스 - 샤리에벱스 고헤티아
- Non-Double - Mo Hyunshin
- Nose Tale - 후루카와 타쿠
- 올드독 - 페마 체덴
- The Other Side - Chen Chiu ling
- Our Future - Iizuka Kashou
- Quattro Hong Kong 2 - 아피찻퐁 위라세타쿤
- Recreation - Nagano Yoshihiro
- 버마로의 귀환 - 미디 지
- Sauna on Moon - 저우 펑
- 시디그 발레 - 웨이 더솅
- 세노리타 - 빈센트 산도발
- 풍비박산 - 쉬 통
- 타오제 - 허안화
- 줄탁동시 - 김경묵
- 스텝 - 타케시 나가타
- 태양의 길목 - 송태가
- 소드 아이덴티티 - 서호봉
- 타츠미 - 에릭 쿠
- 텐 이어스 프롬 나우 - 조르당 쉴레
- A Time to Love - Boo Jiyoung 외 1명
- 3D 입체 도쿄 풍속도 - 고시마 가즈히로
- Traces of Other - Nagaoka Daisuke
- Trespassers - 제프리 제투리안
- 서부영화 - 이형석
- 화이트: 저주의 멜로디 - 김선
- Woman in a Septic Tank - 마를론 리베라
- 여름이 없었던 해 - 천추이메이

### 특별소개 부문
- 더 아티스트 - 미셀 하자나비시우스
- 크레이지 호스 - 프레더릭 와이즈먼
- 드라일레벤 - 비트 빙 데드 - 크리스티안 펫졸드
- The Fairy - 피오나 고든 외 2명
- 할복 - 미이케 다카시
- Nash--The Documentary - Michael Hamilton 외 1명
- No More Fear - Mourad Ben Cheikh
- Pina 3D - 빔 벤더스
- 더 솔트 오브 라이프 - 지아니 디 그레고리오
- 싱 유어 송 - 수잔 로스톡
- Sufferrosa - 다비드 마르친코브스키
- 서바이빙 프로그레스 - 마티유 로이 외 1명